# Nelly Thüring

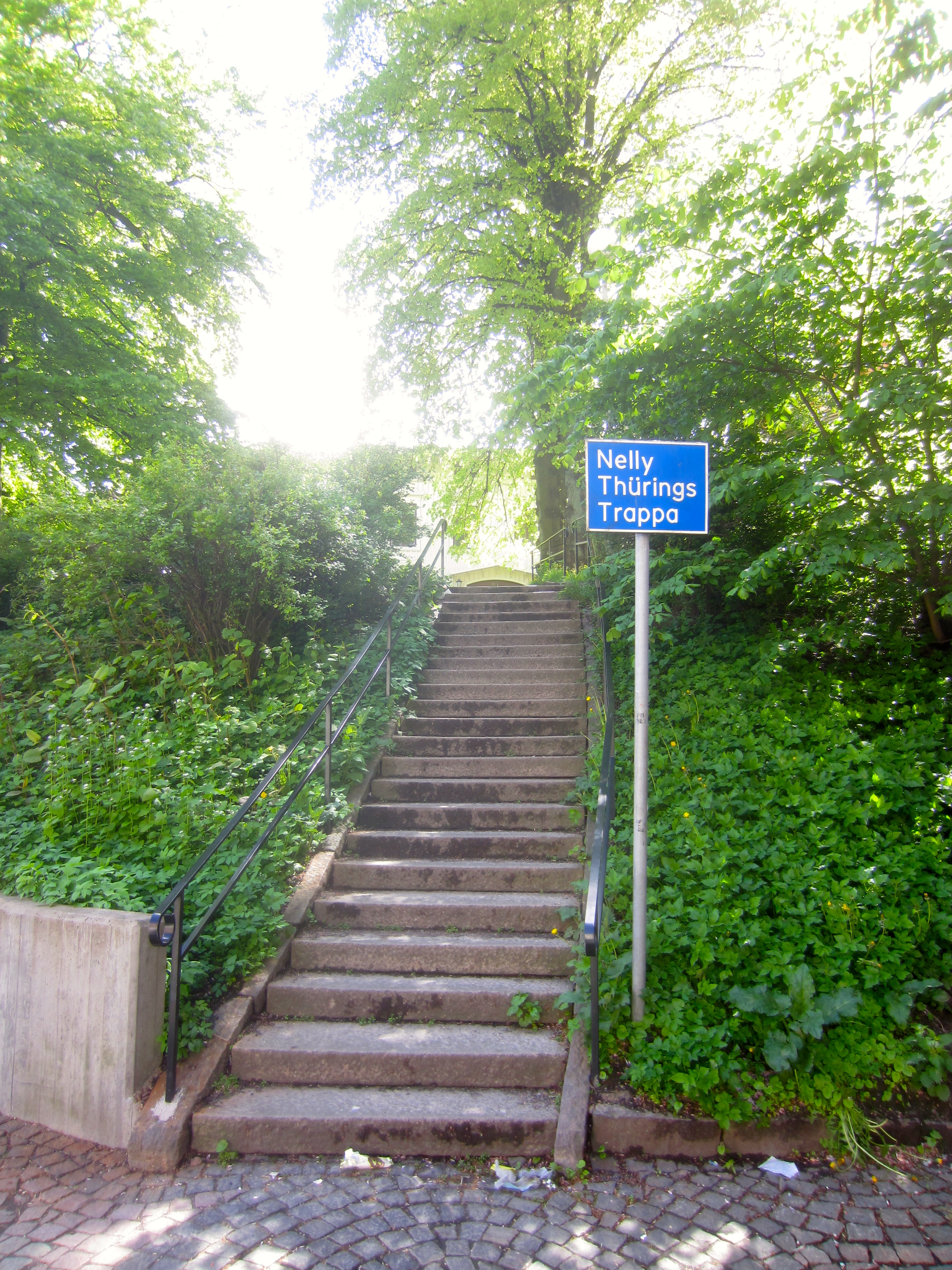
Nelly Thürings Trappa leder från Södra Vägen vid Korsvägen upp till Johannebergs landeri och Näckrosdammen.

Nelly Maria Thüring, ursprungligen Nilsson, född 21 juni 1875 i Vankiva, död 2 januari 1972 i Enskede församling, var en svensk fotograf och socialdemokratisk politiker. Hon var en av de fem första invalda kvinnorna i Sveriges riksdag (1921).

## Biografi
Nelly Thüring var dotter till hemmansbrukaren Nils Nilsson och Pernilla Persdotter i Mala, Vankiva socken, och yngst av nio barn. Hon antog namnet Thüring i samband med att hon öppnade egen fotoateljé i Lund år 1900. Hon gifte sig 23 juni 1903 i Lund med redaktör Johan Göransson, född 16 april 1860 i Bösarp, och blev mor till Linnea Ydell och Nils Thüring. Äktenskapet upplöstes 17 februari 1917.

### Yrkeskarriär
Efter genomgången handelsskola var Thüring anställd som affärsbiträde och kassörska 1890–1896. Hon var sedan verksam som fotograf 1896–1933, varav i Skåne 1896–1910, i Göteborg 1911–1926 och därefter i Enskede som innehavare av egen firma. I Göteborg hade hon sin ateljé i Arbetarföreningens hus vid Järntorget.

### Samhällsengagemang
Hon var ledamot av livsmedelsnämnden 1917–1918, av livsmedelsnämndens kvinnliga råd 1917–1918, av vedbyrån 1917–1921 och av barnavårdsrådet 1919–1920. Hon var ledamot av beredningen för undersökning av möjligheterna att använda vissa donationer för upprättande av spädbarnshem 1917–1927, revisor för Julius Lindströms stiftelse 1918–1919.

### Politisk karriär
Thüring hade erfarenhet av kommunalpolitik som ledamot av Göteborgs stadsfullmäktige 1917–1920. Hon var då dess första kvinnliga ledamot från socialdemokraterna. Hon vitaliserade Göteborgs socialdemokratiska kvinnoklubb, grundade en rad lokala avdelningar av denna, och blev känd som en skicklig agitator. Under valet 1921 gjorde hon 300 föredrag mellan 2 januari och 19 september.  
Nelly Thüring var ledamot av andra kammaren 1922–1928, invald i Göteborgs stads valkrets. Hon invaldes samtidigt som Bertha Wellin (Lantmanna- och borgarepartiet), Agda Östlund (s) och Elisabeth Tamm (lib.s.) – alla i andra kammaren – och Kerstin Hesselgren (i första kammaren), vilka tillsammans utgjorde de första kvinnorna i Sveriges riksdag. 
Under sin tid i riksdagen ägnade hon sig åt frågor om internationellt samarbete, arbetsförhållandena för kvinnlig fängelsepersonal, och samarbetade över partigränserna med de andra kvinnliga ledamöterna i frågan om konfessionslös skola, barn- och mödravård och sexualundervisning. Att som kvinna tala om sexualfrågor offentligt i en könsblandad församling uppfattades som kontroversiellt och vid sådana tillfällen förekom det att vissa manliga ledamöter lämnade kammaren i protest. Hon beskrivs som vass och slagfärdig i debatten, protesterade mot idén att könsmärka röstsedlar och hotade med att då skapa ett kvinnoparti. Hon lämnade riksdagen 1928 då hon uppfattade riksdagsarbetet som för långdraget, då hon främst var agitator.  
Thüring var även ledamot av styrelsen för Sveriges socialdemokratiska kvinnoförbund 1924–1928, och ordförande i Enskede socialdemokratiska kvinnoklubb 1926–1928.

## Eftermäle
En trappa från 1995 vid Korsvägen i stadsdelen Lorensberg i Göteborg har namngivits "Nelly Thürings trappa" och i Mala utanför Hässleholm finns en "Nelly Thürings väg".